# Maison Bédier (Saint-Leu)
La Maison Bédier, ou Maison Stella Matutina, est une ancienne maison de maître, située dans les hauteurs de Saint-Leu à La Réunion, département d'outre-mer français. Construite en même temps que l'usine sucrière de Stella Matutina (aujourd'hui musée Stella Matutina), à la fin du XIXe siècle, elle a servi de logement aux directeurs successifs, le dernier d'entre eux lui ayant laissé son nom actuel.  
L'architecture de cette case créole, référencée à l'Inventaire général du patrimoine culturel, est typique de l'architecture coloniale néoclassique française de l'époque. Le bâtiment, construit sur deux niveaux, présente une façade d'apparat avec une varangue fermée. Un bassin en basalte, symbole de richesse dans cette zone sèche de l'île, accueille les visiteurs. Le jardin créole offre une vue panoramique sur l'ancien domaine et l'océan Indien.  
La maison Bédier a été restaurée en 1991. Elle abrite les bureaux du Fonds régional d'art contemporain (FRAC) de la Réunion depuis 2013. Son rez-de-chaussée de 110 m2 et ses dépendances accueillent des expositions ainsi que des résidences d'artistes.